# 近交弱勢
近交弱勢（きんこうじゃくせい、英: Inbreeding depression)とは、遺伝子が近いもの同士が交配（近親交配）することで潜在していた有害な表現形質が現れ、集団中に適応度の低い個体が増えること。行き過ぎると自ら絶滅の一途を辿っていく。
園芸用語では内婚劣性とも呼ばれる。

## メカニズムとその影響
潜性遺伝子という形で隠蔽されている有害遺伝子が、近親交配によってホモ接合化し、その有害な効果が表現形質として現れる。繁殖に関わる形質に近交弱勢の影響が強く現れた場合、（新生児の死亡率の増加や精子の形態異常など）個体群の成長は負になり、個体数の減少、更には絶滅の促進につながる。